# Silene otites
Silene otites là loài thực vật có hoa thuộc họ Cẩm chướng. Loài này được (L.) Wibel miêu tả khoa học đầu tiên năm 1799.